# William Nelson, 1. Earl Nelson

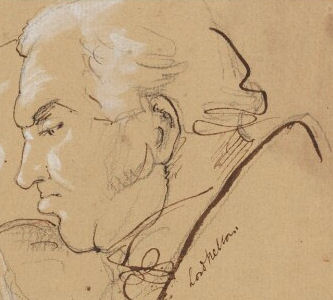
Skizze von William Nelson (1821)

William Nelson, 1. Earl Nelson, 2. Herzog von Bronte, (* 20. April 1757 in Burnham Thorpe, Norfolk; † 28. Februar 1835) war der ältere Bruder von Admiral Horatio Nelson, 1. Viscount Nelson.
Der Ruhm seines Bruders Horatio Nelson brachte dem Pfarrer William nicht nur den Doktorhut ein, sondern er erbte nach dessen Tod in der Schlacht von Trafalgar 1805 auch dessen Titel Baron Nelson  sowie Herzog von Bronte nebst erträglichen Ländereien auf Sizilien. An seines Bruders statt wurde er am 20. November 1805 zum Earl Nelson erhoben, verbunden mit einer jährlichen Rente für ihn und die Titelerben und einer beträchtlichen Geldsumme zum Erwerb eines standesgemäßen Sitzes: das 1814 gekaufte Standlynch House in der Grafschaft Wiltshire, das in Trafalgar House umbenannt wurde.
Sein einziger Sohn Horatio starb bereits 1808, womit ihn sein Neffe Thomas Bolton als Earl beerbte. Seine Tochter Charlotte wurde von ihm zur Erbin des sizilianischen Herzogtums Bronte bestimmt.